# إنغريد بيرلي
إنغريد بيرلي (بالإنجليزية: Ingrid Burley)‏ هي موسيقية وكاتبة غنائية ومغنية ومنتجة أسطوانات أمريكية، ولدت في 19 ديسمبر 1986 في هيوستن في الولايات المتحدة.

## وصلات خارجية
- الموقع الرسمي
- إنغريد بيرلي على موقع ميوزك برينز (الإنجليزية)
- إنغريد بيرلي على موقع ميوزك برينز (الإنجليزية)
- إنغريد بيرلي على موقع أول ميوزيك (الإنجليزية)
- إنغريد بيرلي على موقع أول ميوزيك (الإنجليزية)
- إنغريد بيرلي على موقع ديسكوغز (الإنجليزية)
- إنغريد بيرلي على موقع ديسكوغز (الإنجليزية)